# Dvolični (DC Comics)
Harvey Dent, poznatiji kao Dvolični, je izmišljeni lik, supernegativac u stripovima koje izdaje DC Comics, te jedan od najvećih neprijatelja kostimiranog borca za pravdu Batmana. Nekoć okružni tužitelj u Gotham Cityju i Batmanov saveznik, Dent je poludio nakon što je mafijaški šef Sal Maroni na njega bacio bocu kiseline tijekom suđenja, užasno unakazivši lijevu stranu njegova lica. Dent je tada postao Dvolični, kriminalac koje odabire hoće li činiti dobro ili zlo na osnovu bacanja novčića. U svojoj autobiografiji, tvorac Batmana Bob Kane tvrdi da ga je za lik Dvoličnog inspirirao roman Roberta Louisa Stevensona Neobičan slučaj dr. Jekylla i gospodina Hydea, tj. filmska adaptacija iz 1931. koju je vidio kao dječak.
Lik Dvoličnog se pojavio u više medijskih adaptacija Batmana, uključujući video-igre, animirane serije, kao i filmske serijale o Batmanu. Billy Dee Williams je glumio Harveya Denta u Batmanu 1989. dok je Tommy Lee Jones glumio Dvoličnog u filmu Batman zauvijek. Aaron Eckhart je glumio i tužitelja i njegov zločinački alter ego u filmu Vitez tame 2008. g. Dvolični je rangiran kao 12. na IGN-ovom popisu 100 najvećih stripovskih negativaca svih vremena.